# Anguilla borneensis
Anguilla borneensis ist eine Art der Aale (Anguilla). Sein Verbreitungsgebiet ist auf den Osten Borneos beschränkt. Es erstreckt sich von den Flüssen im Distrikt Tawau im malaysischen Bundesstaat Sabah bis zum Einzugsgebiet des Mahakam in der indonesischen Provinz Kalimantan Timur. In seiner Lebensweise gleicht er weitgehend dem Europäischen Aal. Er lebt in den klaren, schnell fließenden Teilen der Flüsse, wo er unter Steinen und Felsvorsprüngen zu finden ist. Der Aal wird auf Borneo „Telakai“ genannt.
Anguilla borneensis wird als phylogenetisch basale Art der Gattung Anguilla angesehen. Die geschlechtsreifen Tiere dieser Art müssen bei ihren katadromen Wanderungen nur eine Strecke von 480 km (von der Küste Tawaus) bis 650 km (vom Mündungsbereich des Mahakam) durch das Meer in ihr Laichgebiet in der Celebes-See zurücklegen. Die 4000 km bis 8000 km langen Routen, die die europäischen und amerikanischen Aale zurücklegen, sind also wahrscheinlich eine später im Lauf der Evolution aufgetretene Anpassung.

## Gefährdung und Schutzmaßnahmen
Da diese Art nur ein kleines Verbreitungsgebiet aufweist, wird sie von der IUCN als Vulnerable (gefährdet) geführt. Für genauere Angaben zur Gefährdung und darausfolgenden Schutzmaßnahmen ist die weitere Erforschung der Art und ihres Lebensraumes erforderlich.